# 구로구 을
서울 구로구 을은 대한민국의 국회의원 선거구이다. 서울특별시 구로구 일부 지역을 관할하며, 안양천 동쪽에 속한다. 현 지역구 국회의원은 더불어민주당의 윤건영이다.

## 역사
1996년 대한민국 제15대 국회의원 선거를 앞두고 신설되었다. 기존 구로구 을 선거구에 해당하는 지역과 구로구 병의 독산1동이 1995년 3월, 금천구로 독립함에 따라 나머지 구로구 병에 해당하는 지역이 제15대 국회의원 선거를 앞두고 새로운 구로구 을 선거구가 되었다.
2012년 제19대 국회의원 선거를 앞두고 구로본동이 폐지되고 가리봉1동과 가리봉2동이 통합되어 가리봉동이 되는 행정구역 변화가 있었다.

## 관할 구역
| 대수      | 관할 구역 |
| --------- | --- |
| 15대~18대 | 구로구 신도림동, 구로제1동, 구로제2동, 구로제3동, 구로제4동, 구로제5동, 구로제6동, 구로본동, 가리봉제1동, 가리봉제2동 |
| 19대~현재 | 구로구 신도림동, 구로제1동, 구로제2동, 구로제3동, 구로제4동, 구로제5동, 가리봉동                                      |

## 역대 국회의원
| 선거   | 정당 | 정당           | 의원   |
| ------ | ---- | -------------- | ------ |
| 1996년 |      | 신한국당       | 이신행 |
| 1999년 |      | 새정치국민회의 | 한광옥 |
| 2000년 |      | 새천년민주당   | 장영신 |
| 2001년 |      | 한나라당       | 이승철 |
| 2004년 |      | 열린우리당     | 김한길 |
| 2008년 |      | 통합민주당     | 박영선 |
| 2012년 |      | 민주통합당     | 박영선 |
| 2016년 |      | 더불어민주당   | 박영선 |
| 2020년 |      | 더불어민주당   | 윤건영 |
| 2024년 |      | 더불어민주당   | 윤건영 |

## 역대 선거 결과

### 대한민국 제15대 국회의원 선거
|  | 45.04% |

|  | 39.52% |

|  | 7.92% |

|  | 6.90% |

|  | 0.60% |

### 1999년 대한민국 재보궐선거
|  | 53.53% |

|  | 39.43% |

|  | 4.16% |

|  | 2.88% |

### 대한민국 제16대 국회의원 선거
|  | 48.27% |

|  | 41.56% |

|  | 4.40% |

|  | 3.38% |

|  | 1.51% |

|  | 0.85% |

### 2001년 대한민국 재보궐선거
|  | 49.42% |

|  | 42.74% |

|  | 2.68% |

|  | 2.61% |

|  | 1.32% |

|  | 1.23% |

### 대한민국 제17대 국회의원 선거
|  | 54.02% |

|  | 38.92% |

|  | 5.82% |

|  | 1.21% |

### 대한민국 제18대 국회의원 선거
|  | 47.30% |

|  | 40.18% |

|  | 5.24% |

|  | 4.09% |

|  | 2.69% |

|  | 0.47% |

### 대한민국 제19대 국회의원 선거
|  | 61.94% |

|  | 35.05% |

|  | 3.00% |

### 대한민국 제20대 국회의원 선거
|  | 54.13% |

|  | 31.51% |

|  | 12.61% |

|  | 1.73% |

### 대한민국 제21대 국회의원 선거
|  | 57.04% |

|  | 37.66% |

|  | 4.63% |

|  | 0.64% |

### 대한민국 제22대 국회의원 선거
|  | 59.86% |

|  | 40.13% |